# مارتين فوثرينغهام
مارتين فوثرينغهام (بالإنجليزية: Martyn Fotheringham)‏ هو لاعب كرة قدم بريطاني في مركز الوسط، ولد في 23 أبريل 1983 في بيرث في المملكة المتحدة. لعب مع سانت جونستون ونادي بريتشين سيتي ونادي كاودينبيث ونادي مونتروز لكرة القدم.

## وصلات خارجية
- مارتين فوثرينغهام على موقع قاعدة بيانات كرة القدم.إي يو (الإنجليزية)
- مارتين فوثرينغهام على موقع Soccerbase.com (لاعب) (الإنجليزية)